# The Catcher Was a Spy
The Catcher Was a Spy é um filme de drama estadunidense de 2018 dirigido e escrito por Ben Lewin e Robert Rodat, baseado no livro de Nicholas Dawidoff. Estrelado por Paul Rudd e Guy Pearce, estreou no Festival Sundance de Cinema em 19 de janeiro de 2018.

## Elenco
- Paul Rudd - Moe Berg
- Guy Pearce - Robert Furman
- Jeff Daniels - Bill Donovan
- Paul Giamatti - Samuel Goudsmit
- Sienna Miller - Estella Huni
- Giancarlo Giannini - Edoardo Amaldi
- Hiroyuki Sanada - Kawabata
- Mark Strong - Werner Heisenberg
- Tom Wilkinson - Paul Scherrer
- Connie Nielsen
- Shea Whigham - Joe Cronin
- William Hope - John Kieran
- Pierfrancesco Favino - Martinuzzi